# Camponotus pressipes
Camponotus pressipes é uma espécie de inseto do gênero Camponotus, pertencente à família Formicidae.